# Pelidnota courtini
Pelidnota courtini är en skalbaggsart som beskrevs av Soula 2009. Pelidnota courtini ingår i släktet Pelidnota och familjen Rutelidae. Inga underarter finns listade i Catalogue of Life.